# Francesco Rossignoli
Francesco Rossignoli, né le 3 février 1963 à Isola della Scala (Vénétie), est un coureur cycliste italien, professionnel de 1985 à 1990. Son frère Luciano Rossignoli (1951-2014) a également été coureur professionnel. 

## Palmarès

### Palmarès amateur
- 1983
  -  Champion du monde militaire du contre-la-montre par équipes (avec Mario Scirea, Aimone Baroni et Brugnoli)
  - Trophée Mauro Pizzoli
- 1984
  - Coppa della Pace
  - 3e de Vicence-Bionde

### Palmarès professionnel
- 1985
  - 9ea étape du Tour de Suisse (contre-la-montre par équipes)
- 1987
  - 3e étape du Tour d'Italie (contre-la-montre par équipes)
  - 2e de la Cronostaffetta
- 1990
  -  Champion d'Italie de la poursuite

## Résultats sur les grands tours

### Tour de France
2 participations
- 1986 : 109e
- 1989 : non-partant (13e étape)

### Tour d'Italie
3 participations
- 1987 : 87e, vainqueur de la 3e étape (contre-la-montre par équipes)
- 1989 : 90e
- 1990 : 114e

### Tour d'Espagne
2 participations
- 1988 : abandon (6e étape)
- 1990 : abandon (17e étape)